# Limnophila (Limnophila) tigriventris
Limnophila (Limnophila) tigriventris is een tweevleugelige uit de familie steltmuggen (Limoniidae). De soort komt voor in het Australaziatisch gebied.